# Ebbe Tydén
Sven Eberhard (Ebbe) Tydén, född den 29 maj 1885 i Täby församling, Stockholms län, död den 11 april 1968 i Sandviks församling, Jönköpings län, var en svensk militär. Han var son till Eugène Tydén och far till Carl och Göran Tydén. 
Tydén blev underlöjtnant vid fortifikationen 1904, löjtnant där 1907 och kapten där 1916. Han var lärare vid Artilleri- och ingenjörhögskolan 1916–1922 och major vid generalstaben 1928–1931. Tydén befordrades till överstelöjtnant vid fortifikationen 1932 och till överste där 1934. Han var chef för Bodens ingenjörkår 1931–1934 och chef för Svea ingenjörkår 1934–1941. Tydén invaldes som ledamot av Krigsvetenskapsakademien 1925. Han blev riddare av Svärdsorden 1925 och av Vasaorden 1931 samt kommendör av andra klassen av Svärdsorden 1937 och kommendör av första klassen 1940. Tydén vilar i sin familjegrav på Norra begravningsplatsen utanför Stockholm.